# Heidelberger Brückenaffe

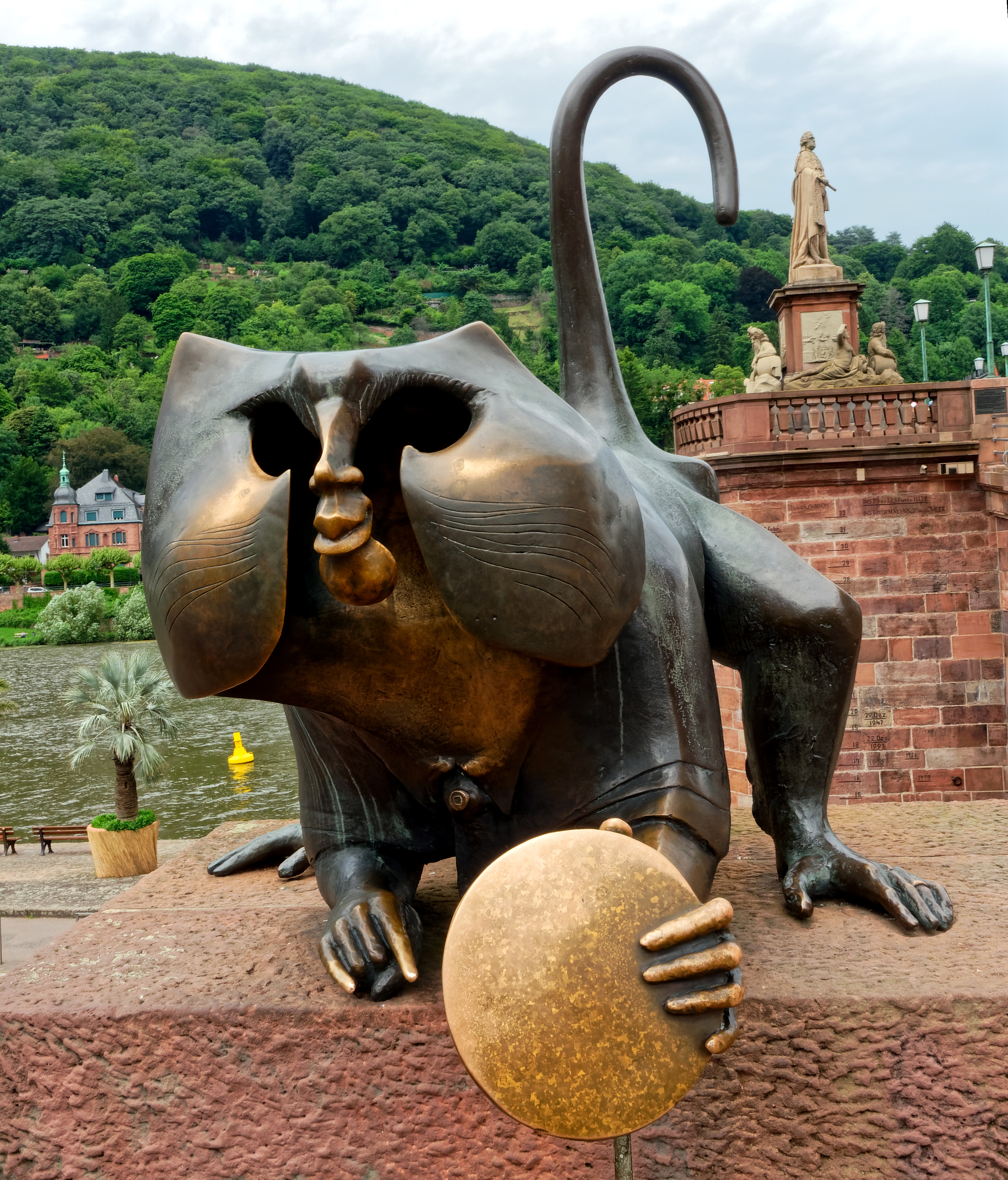
Bronze-Statue vom Heidelberger Brückenaffen. Gernot Rumpf; 1979

Der Heidelberger Brückenaffe ist eine figurale Darstellung an der Alten Brücke über den Neckar. Seine Geschichte reicht zurück bis ins 15. Jahrhundert (erste Erwähnung 1481). Bereits zu dieser Zeit saß eine Affenfigur in einem der Türme der damaligen Brücke. Die plastische Steinfigur wurde 1689 im Pfälzer Erbfolgekrieg zusammen mit dem Brückenturm zerstört. 

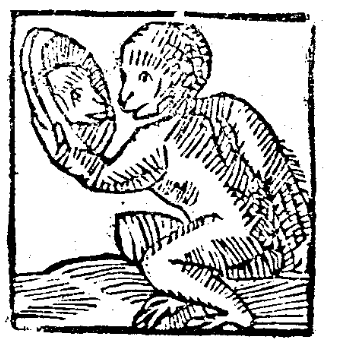
Heidelberger Brückenaffe, Flugblatt von 1620

## Die Geschichte um denHeidelberger Brückenaff´
Schon im 15. Jahrhundert befand sich ein Affenrelief in einer Nische oberhalb des Tors im Nordturm der damaligen Brücke. Auf der der Altstadt gegenüber liegenden Seite des Neckar, am heutigen Neuenheimer Ufer (damals bereits die Grenze zu Kurmainz), situiert, sollte der Turm bei jedem Ankömmling Hochachtung, aber auch Angst hervorrufen. Der Affe hingegen war vor allem zum Spott gedacht. Mit dem Griff an sein blankes Hinterteil zeigte er jedem Vorbeigehenden den „Kurpfälzischen Gruß“. Sein Hinterteil war in Richtung Kurmainz gerichtet und somit galt dieser Gruß insbesondere den Mainzer Bischöfen. So machten die Heidelberger deutlich, dass ab diesem Punkt die Macht des Kurfürsten galt und nicht die der Mainzer Bischöfe. Mit dem Spiegel in der Hand sollte er alle, die an ihm vorübergingen, zur kritischen Selbstreflexion auffordern.
Neben dem Affen befindet sich auch heute noch das Gedicht von Martin Zeiller (1589–1661), das bereits im 17. Jahrhundert neben der Statue geschrieben stand:

„Was thustu mich hie angaffen?

Hastu nicht gesehen den alten Affen

Zu Heydelberg / sich dich hin und her / 

Da findestu wol meines gleichen mehr.“

## Die Bronzestatue

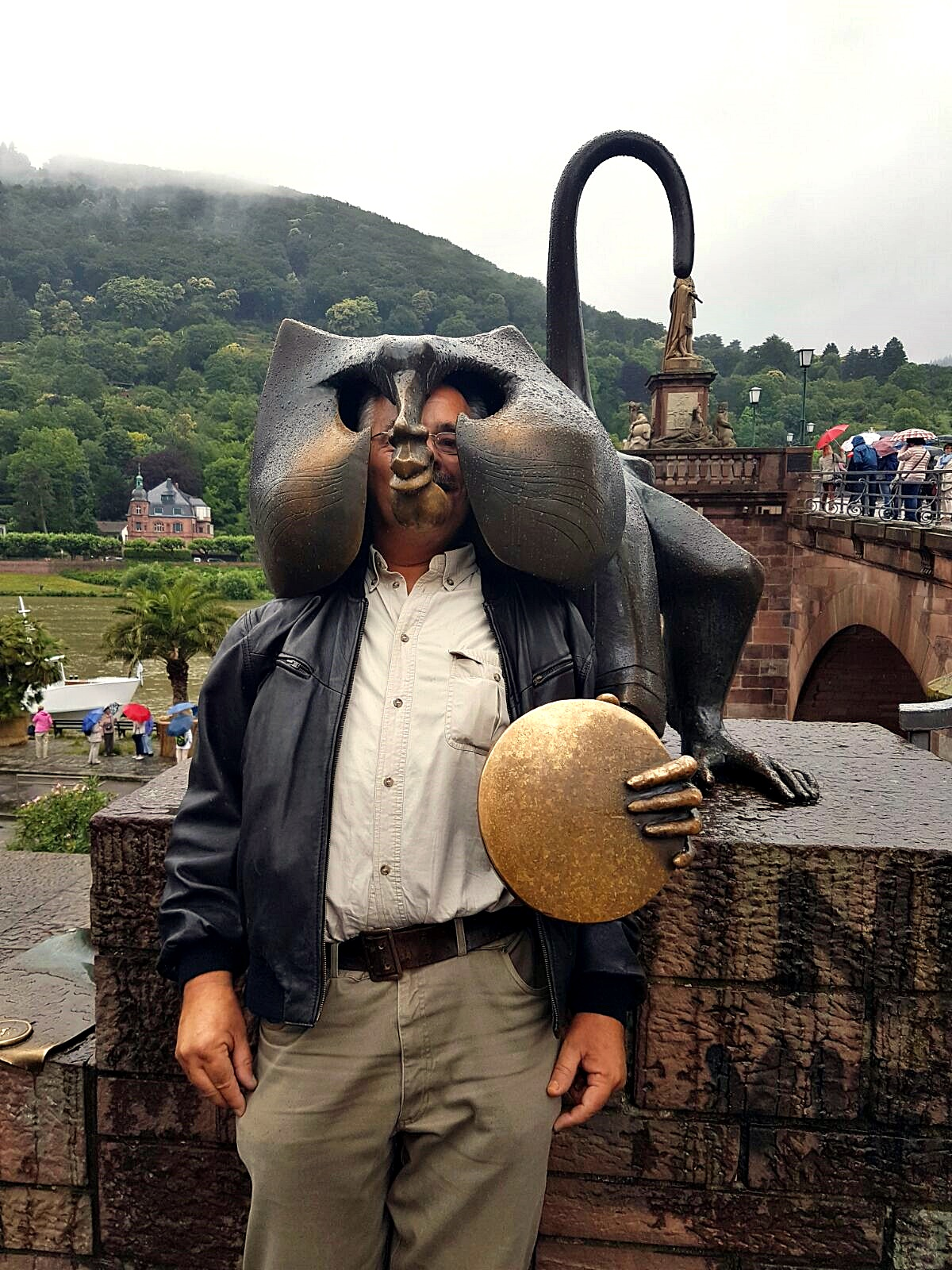
Heidelberger Brückenaffe mit Person innenseitig

Gernot Rumpf entwarf auf Wunsch des Vereins Alt Heidelberg im Jahre 1977 einen bronzenen Brückenaffen, welcher im Jahre 1979 feierlich aufgestellt wurde. Da der Nordturm nach der Sprengung nicht wieder aufgebaut worden war, steht dieser heutige Brückenaffe nun auf der Altstadtseite an der Alten Brücke, neben dem (von der Stadt aus gesehen) linken der beiden südlichen Brückentürme (49° 24′ 47,88″ N, 8° 42′ 34,2″ O). Im Gegensatz zu seinem Vorgänger fasst sich der heutige Affe mit der rechten Hand nicht an sein Hinterteil, sondern zeigt die Mano cornuta (italienisch für ‚gehörnte Hand‘), was die Abwendung des „Bösen Blickes“ bedeuten soll. Auch betrachtet er sich nicht selbst im Spiegel, sondern hält den Spiegel den Passanten entgegen. Während der ursprüngliche Affe einer Meerkatze ähnelte, stellt die neue Version einen Pavian dar. Der Kopf der Statue ist hohl und somit bei vielen Touristen ein begehrtes Ziel, um sich so als Heidelberger Brückenaffe ablichten zu lassen.
Streichelt man über den ausgestreckten Kleinen- und Zeigefinger der rechten Hand, so bedeutet dies, dass man nach Heidelberg zurückkommt. Beim Streicheln über den Spiegel wird einem Wohlstand und beim Anfassen der Mäuse neben dem Affen viele Kinder vorhergesagt.

## Der Plüschaffe

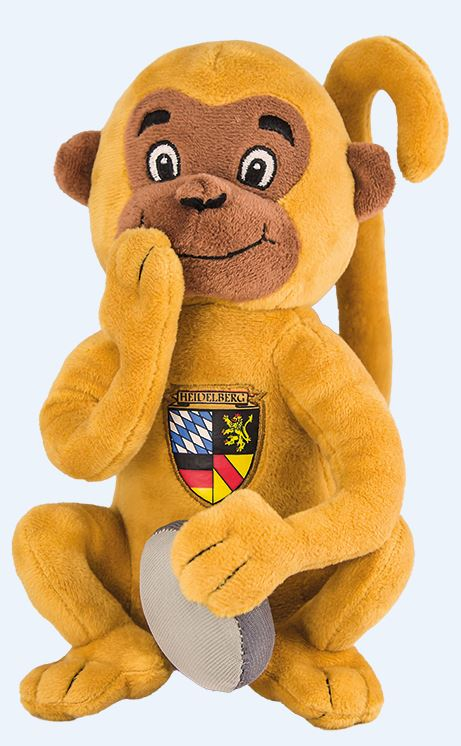
Heidelberger Brückenaffe aus Plüsch

Der Heidelberger (Plüsch-)Brückenaffe ist seit Mai 2016 im Handel erhältlich. Es gibt ihn in 2 verschiedenen Größen (ca. 15 cm und ca. 20 cm) in mehreren Geschäften und Shops in der Heidelberger Altstadt zu kaufen. Besonders bei Kindern ist er ein begehrtes Andenken an Heidelberg. Anders als bei seinen Vorgängern fasst sich der Heidelberger (Plüsch-)Brückenaffe weder an sein Hinterteil noch zeigt er die Mano cornuta. Diese Gesten sind bei Kinderspielzeugen eher unpassend, weshalb man sich für einen freundlichen Affen mit dem Griff an den Mund entschied. Auf der Brust des Affen ist ein Wappen zu sehen, welches sich halb aus dem Wappen der Kurpfalz (Pfälzer Löwe und weiß-blaue Rauten der Wittelsbacher) sowie zur anderen Hälfte aus der Flagge Deutschlands und dem badischen Landeswappen zusammensetzt. Darüber ist der Schriftzug „HEIDELBERG“ angebracht.

## Weitere Spiegelaffen

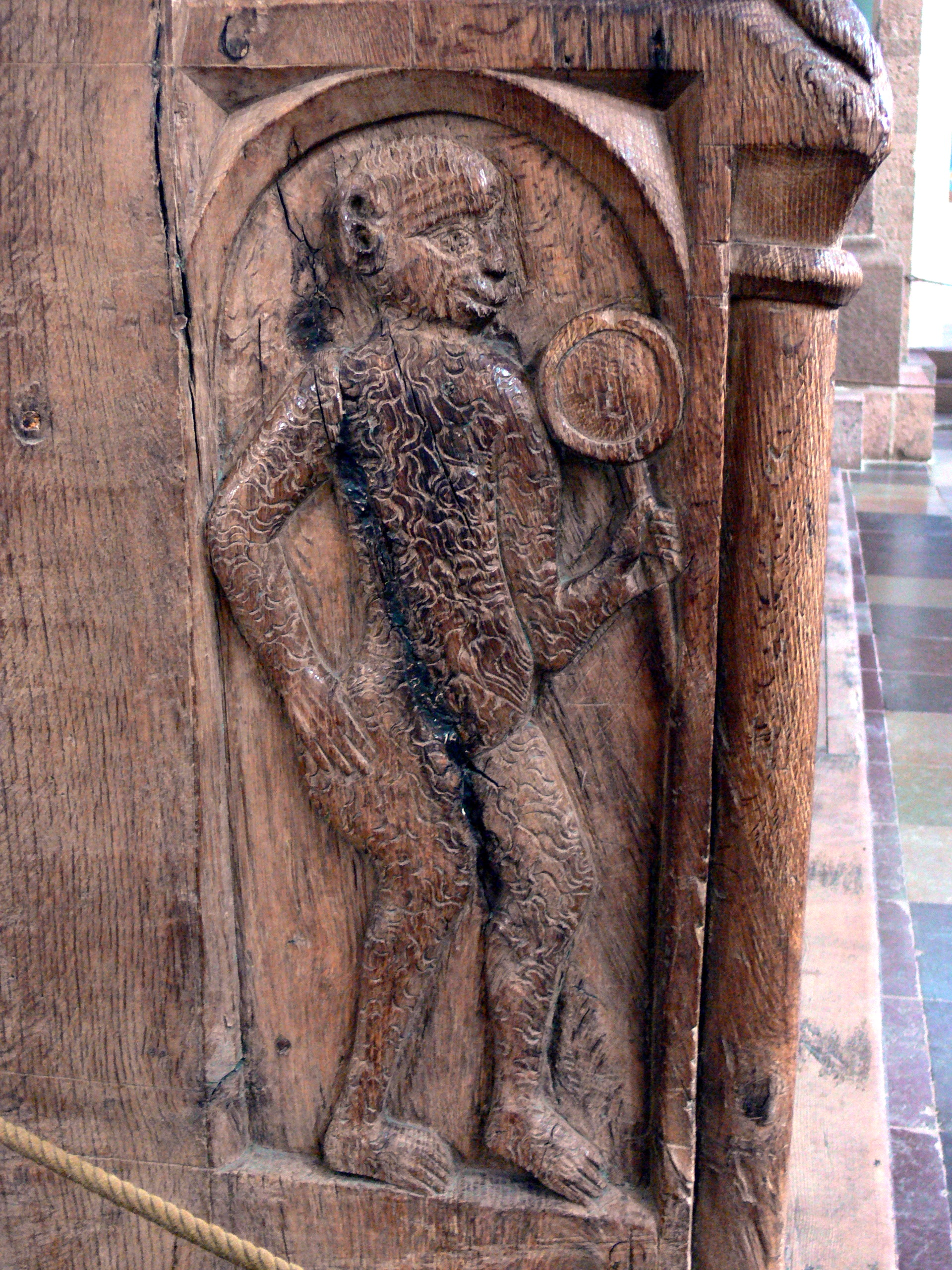
Spiegelaffe im Dom zu Ribe

Der Heidelberger Brückenaffe ist keine Einzelerscheinung. So entstanden z. B. im 15. Jahrhundert zwei weitere vergleichbare Affen in Wertheim an einem Maßwerkgang an der Kilianskapelle sowie in Dänemark am Chorgestühl im Dom von Ribe. Auch diese beiden Affen haben in der Hand einen Spiegel und sind ebenso wie der Heidelberger Brückenaffe der Gattung der Meerkatzen nachempfunden.